# Louis-Séverin Haller
Louis-Séverin Haller, né le 11 février 1895 à La Tour-de-Peilz et mort le 17 juillet 1987 à Orselina, dans le canton du Tessin en Suisse, de religion catholique romaine, est un évêque-abbé de Saint-Maurice.

## Biographie
Après sa formation au collège de Saint-Maurice, Louis-Séverin Haller entre en 1913 dans la congrégation des chanoines réguliers de saint Augustin de l’abbaye de Saint-Maurice. Il prononce ses vœux en 1914 et, ayant achevé ses études de théologie à Rome et à Saint-Maurice, il est ordonné prêtre le 25 février 1920. Il est d’abord vicaire à Salvan puis enseigne au collège italien Santa Maria à Pollegio. En 1927, il est nommé directeur de l’école de commerce de Sierre, puis, de 1932 à 1943, il est secrétaire du chapitre, maître des novices, et procureur à Saint-Maurice.
Le chapitre le nomme abbé de Saint-Maurice le 14 juin 1943 et le pape Pie XII confirme cette élection le 26 juin 1943 et le nomme évêque titulaire de Bethléem. De 1959 à 1968, Haller préside la Confédération des chanoines de saint Augustin. Il participe aux quatre assemblées du concile du Vatican II. Sa résignation pour raison d’âge est acceptée en 1970 par le pape Paul VI.
De 1962-1977, Louis-Séverin Haller est grand prieur de la lieutenance helvétique de l’Ordre équestre du Saint-Sépulcre de Jérusalem.
Il est récipiendaire de plusieurs distinctions, dont celle de l’Ordre des Saints-Maurice-et-Lazare et de la Légion d’honneur.
En 1978, Louis-Séverin Haller court-circuite le message épiscopal sur le nucléaire en prenant publiquement parti en faveur de cette source d’énergie. Il signe une brochure de 60 pages intitulé L’énergie électrique en Suisse traduite dans les trois langues nationales et distribuée à titre gracieux auprès des paroisses. Il intervient ainsi dans le débat politique peu avant la première votation sur l’énergie nucléaire en février 1979 qui sera refusée de justesse par le peuple. Si la Conférence des évêques suisses adopte une attitude prudente dans sa lettre pastorale intitulée Énergie et style de vie, la prise de position de Louis-Séverin Haller déclenche une polémique embarrassante pour la Conférence épiscopale, celle-ci étant suspectée de laisser dire tout haut à un évêque à la retraite ce qu’elle pense tout bas.